# Види лазерів
Ла́зер  — це пристрій для генерування або підсилення монохроматичного випромінювання, здатного поширюватися на великі відстані без розсіювання і створювати винятково велику густину потужності випромінювання при фокусуванні. Далі наводиться таблиця параметрів найбільш поширених лазерів різних типів, робочі довжини хвиль, області застосування.

## Газові лазери
| Робоче тіло                           | Довжина хвилі                                                                        | Джерело накачування                                                                                                 | Застосування |
| ------------------------------------- | ------------------------------------------------------------------------------------ | --- | --- |
| Гелій-неоновий лазер                  | 632,8 нм (543,5 ; 593,9 ; 611,8 нм, 1,1523 ; 1,52 ; 3,3913 мкм)                      | Електричний розряд                                                                                                  | Інтерферометрія, голографія, спектроскопія, зчитування штрих-кодів, демонстрація оптичних ефектів. |
| Аргоновий лазер                       | 488,0 ; 514,5 нм, (351; 465,8; 472,7; 528,7 нм)                                      | Електричний розряд                                                                                                  | Лікування сітківки ока, літографія, накачування інших лазерів. |
| Криптоновий лазер                     | 416; 530,9; 568,2; 647,1; 676,4; 752,5; 799,3 нм                                     | Електричний розряд                                                                                                  | Наукові дослідження, в суміші з аргоном лазери білого світла, лазерні шоу. |
| Ксеноновий лазер                      | Безліч спектральних ліній по всьому видимому спектру і частково в УФ та ІЧ областях. | Електричний розряд                                                                                                  | Наукові дослідження. |
| Азотний лазер                         | 337,1 нм (316; 357 нм)                                                               | Електричний розряд                                                                                                  | Накачування лазерів на барвниках, дослідження забруднення атмосфери, наукові дослідження, навчальні лазери. |
| Лазер на фтористому водні             | 2,7-2,9 мкм (Фтористий водень) 3,6-4,2 мкм (фторид дейтерію)                         | Хімічна реакція горіння етилену і трьохфтористого азоту (NF3) ініціюється електричним розрядом (імпульсний режим)   | Здатний працювати в постійному режимі в області мегаватних потужностей і в імпульсному режимі в області тераваттних потужностей. Один з найбільш потужних лазерів. Лазерні озброєння. Лазерний термоядерний синтез (ЛТС).                                                                                |
| Хімічний лазер на кисні і йоді (COIL) | 1,315 мкм                                                                            | Хімічна реакція у полум'ї синглетного кисню та йоду                                                                 | Здатний працювати в постійному режимі в області мегаватних потужностей. Так само створений і імпульсний варіант. Наукові дослідження, лазерні озброєння. Обробка матеріалів. Лазерний термоядерний синтез (ЛТС). У перспективі: джерело накачування неодимових лазерів і рентгенівських лазерних систем. |
| Вуглекислотний лазер (CO2)            | 10,6 мкм, (9,6 мкм)                                                                  | Поперечний (великі потужності) або поздовжній (малі потужності) електричний розряд, хімічна реакція (DF- CO2 лазер) | Обробка матеріалів (різання, зварювання), хірургія. |
| Лазер на монооксиді вуглецю (CO)      | 2,5-4,2 мкм, 4,8-8,3 мкм                                                             | Електричний розряд; хімічна реакція                                                                                 | Обробка матеріалів (гравірування, зварювання і т. д.), Фотоакустична спектроскопія. |
| Ексимерний лазер                      | 193 нм (ArF), 248 нм (KrF), 308 нм (XeCl), 353 нм (XeF)                              | Рекомбінація Ексімерних молекул при електричному розряді                                                            | Ультрафіолетова літографія в напівпровідниковій промисловості, лазерна хірургія, корекція зору. |

## Лазери на барвниках
| Робоче тіло        | Довжина хвилі                                                                  | Джерело накачування           | Застосування |
| ------------------ | ------------------------------------------------------------------------------ | ----------------------------- | --- |
| Лазер на барвниках | 390-435 нм (Стильбен), 460—515 нм (Кумарин 102), 570—640 нм (Родамін 6G), інші | Інший лазер, імпульсна лампа. | Наукові дослідження, спектроскопія, косметична хірургія, поділ ізотопів. Робочий діапазон визначається типом барвника. |

## Лазери на парах металів
| Робоче тіло                              | Довжина хвилі                               | Джерело накачування                               | Застосування                                                          |
| ---------------------------------------- | ------------------------------------------- | ------------------------------------------------- | --------------------------------------------------------------------- |
| Гелій — кадмієвий лазер на парах металів | 440 нм, 325 нм                              | Електричний розряд в суміші парів металу і гелію. | Поліграфія, УФ детектори валюти, наукові дослідження.                 |
| Гелій — ртутний лазер на парах металів   | 567 нм, 615 нм                              | Електричний розряд в суміші парів металу і гелію. | Археологія, наукові дослідження, навчальні лазери.                    |
| Гелій — селеновий лазер на парах металів | До 24 спектральних смуг від червоного до УФ | Електричний розряд в суміші парів металу і гелію. | Археологія, наукові дослідження, навчальні лазери.                    |
| Лазер на парах міді                      | 510,6 нм, 578,2 нм                          | Електричний розряд                                | Дерматологія, швидкісна фотографія, накачування лазерів на барвниках. |
| Лазер на парах золота                    | 627 нм                                      | Електричний розряд                                | Археологія, медицина.                                                 |

## Твердотільні лазери
| Робоче тіло                                                                               | Довжина хвилі                                             | Джерело накачування                                                            | Застосування |
| ----------------------------------------------------------------------------------------- | --------------------------------------------------------- | ------------------------------------------------------------------------------ | --- |
| Рубіновий лазер                                                                           | 694,3 нм                                                  | Імпульсна лампа                                                                | Голографія, видалення татуювань. Перший представлений тип лазера (1960). |
| Алюмо-ітрієві лазери з легуванням неодимом (Nd:YAG)                                       | 1,064 мкм, (1,32 мкм)                                     | Імпульсна лампа, лазерний діод                                                 | Обробка матеріалів, лазерні далекоміри, лазерні цілевказівники, хірургія, наукові дослідження, накачування інших лазерів. Один з найпоширеніших лазерів високої потужності. Зазвичай працює в імпульсному режимі (частки наносекунд). Нерідко використовується в поєднанні з подвоювачем частоти. Відомі конструкції з квазінепереривних режимом випромінювання. |
| Лазер на фториді ітрій-літію з легуванням неодимом (Nd:YLF)                               | 1,047 і 1,053 мкм                                         | Імпульсна лампа, лазерний діод                                                 | Найбільш часто використовуються для накачування титан-сапфірових лазерів, використовуючи ефект подвоєння частоти в нелінійній оптиці. |
| Лазер на ванадат ітрію (YVO4) з легуванням неодимом (Nd:YVO)                              | 1,064 мкм                                                 | Лазерні діоди                                                                  | Найбільш часто використовуються для накачування титан-сапфірових лазерів, використовуючи ефект подвоєння частоти в нелінійній оптиці. |
| Лазер на неодимовому склі (Nd:Glass)                                                      | ~ 1,062 мкм (Силікатні скла), ~ 1,054 мкм (Фосфатні скла) | Імпульсна лампа, Лазерні діоди                                                 | Лазери надвисокої потужності (теравати) і енергії (мегаджоуля). Зазвичай працюють в нелінійному режимі потроєння частоти до 351 нм в пристроях лазерної плавки. Лазерний термоядерний синтез (ЛТС). Накачування рентгенівських лазерів. |
| Титан-сапфіровий лазер                                                                    | 650-1100 нм                                               | Інший лазер                                                                    | Спектроскопія, лазерні далекоміри, наукові дослідження. |
| Алюмо-ітрієві лазери з легуванням тулієм (Tm: YAG)                                        | 2,0 мкм                                                   | Лазерні діоди                                                                  | Лазерні радари |
| Алюмо-ітрієві лазери з легуванням ітербієм (Yb: YAG)                                      | 1,03 мкм                                                  | Імпульсна лампа, лазерні діоди                                                 | Обробка матеріалів, дослідження надкоротких імпульсів, мультифотонна мікроскопія, лазерні далекоміри. |
| Алюмо-ітрієві лазери з легуванням гольмієм (Ho: YAG)                                      | 2,1 мкм                                                   | Лазерні діоди                                                                  | Медицина |
| Церий-легований літій-стронцій (або кальцій)-алюмо-фторидний лазер (Ce: LiSAF, Ce: LiCAF) | ~ 280—316 нм                                              | Лазер Nd:YAG з учвертненням частоти, Ексимерний лазер, лазер на парах ртуті.   | Дослідження атмосфери, лазерні далекоміри, наукові розробки. |
| Лазер на олександриті з легуванням хромом                                                 | Настроюється в діапазоні від 700 до 820 нм                | Імпульсна лампа, Лазерні діоди. Для безперервного режиму — дугова ртутна лампа | Дерматологія, лазерні далекоміри. |
| Волоконний лазер з легуванням ербієм                                                      | 1,53-1,56 мкм                                             | Лазерні діоди                                                                  | Оптичні підсилювачі в волоконно-оптичних лініях зв'язку, обробка металів (різання, зварювання, гравірування), терморозжарювання скла, медицина, косметологія. |
| Лазери на фториді кальцію, легованому ураном (U: CaF2)                                    | 2,5 мкм                                                   | Імпульсна лампа                                                                | Перший 4-х рівневий твердотільний лазер, другий працюючий тип лазера (після рубінового лазера Меймана), охолоджувався рідким гелієм, сьогодні ніде не використовується. |

## Напівпровідникові лазери
| Робоче тіло                      | Довжина хвилі | Джерело накачування                    | Застосування |
| -------------------------------- | --- | -------------------------------------- | --- |
| Напівпровідниковий лазерний діод | Довжина хвилі залежить від матеріалу і структури активної області: ближній УФ, фіолетовий, синій — напівпровідникові нітриди Ga, Al; червоний, ближній ІЧ-діапазон — з'єднання на основі Al, Ga, As; ближній і середній ІЧ-діапазон — сполуки, що містять In, P, Sb; середній ІК — далекий ІЧ-діапазон — солі свинцю ; середній ІЧ — терагерцовий діапазон — напівпровідникові квантово-каскадні лазери | Електричний струм, оптичне накачування | Телекомунікації, голографія, лазерні цілевказівники, лазерні принтери, накачування лазерів інших типів. AlGaAs — лазери (алюміній-арсенід-галієві), що працюють в діапазоні 780 нм використовуються в програвачах компакт-диск ів і є найпоширенішими у світі. |

## Інші типи лазерів
| Робоче тіло                      | Довжина хвилі                                                           | Джерело накачування                                                                                      | Застосування |
| -------------------------------- | ----------------------------------------------------------------------- | --- | --- |
| Лазер на вільних електронах      | Довжина хвилі рентгенівського лазера варіюється в діапазоні 0,085-6 нм. | Пучок релятивістських електронів                                                                         | Дослідження атмосфери, матеріалознавство, медицина, протиракетна оборона. |
| Псевдо-нікелево-самарієвий лазер | Рентгенівське випромінювання 17,3 нм                                    | Випромінювання в надгарячій плазмі самарію, створюване подвійними імпульсами лазера на неодимовому склі. | Перший демонстраційний лазер, що працює в області жорсткого рентгенівського випромінювання. Може застосовуватися в мікроскопах надвисокої роздільної здатності і голографії. Його випромінювання лежить у «вікні прозорості» води і дозволяє досліджувати структуру ДНК, активність вірусів в клітинах, дію ліків. |
| Лазер на центрах забарвлення     | Довжина хвилі 0,8 — 4 мікрон.                                           | Оптична (лампа спалах, лазерна) електронів                                                               | Спектроскопія, медицина. |